# عين جدة
عين جدة هي عجلة سياحية ضخمة أو دولاب هواء تم إنشاؤه في مدينة جدة بالسعودية، وهي تُحاكي ساحة عين لندن.
في 5 نوفمبر 2008، جرت مراسم التوقيع لمشروع «عين جدة»، بين غسان السليمان، رئيس مجلس إدارة شركة تطوير وسط جدة، المسؤول الحصري عن مشروع تطوير وسط جدة، وفلوريان بولين، رئيس مجلس إدارة شركة «جريت ويل».
تُشكّل «عين جدة» محور الترفيه في منطقة وسط جدة، لتنضم عروس البحر الأحمر بذلك إلى سلسلة المدن العالمية البارزة التي تستضيف مثل هذا المعلم البارز ومن أهمها لندن وبيجينغ وسنغافورة.